# Herminia brunnescens
Herminia brunnescens är en fjärilsart som beskrevs av Rothschild 1920. Herminia brunnescens ingår i släktet Herminia och familjen nattflyn. Inga underarter finns listade i Catalogue of Life.